# Sophus Tromholt

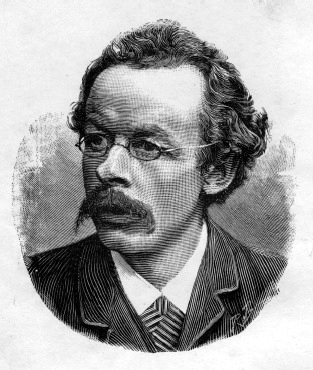
Sophus Tromholt

Sophus Tromholt (* 2. Juni 1851 in Husum; † 14. April 1896 in Blankenhain) war ein dänischer Lehrer, Nordlichtforscher und Hobbyfotograf. Er organisierte am Ende der 1870er Jahre ein ganz Skandinavien umfassendes Beobachtungsnetz für Nordlichter und erfasste die täglichen, saisonalen und sonnenzyklusbedingten Schwankungen der Häufigkeit des Auftretens von Auroren in hohen Breiten. Bekannter ist er heute für seine Sammlung 1882/83 in Sápmi entstandener ethnografischen Fotografien von Samen, die sich in der Bibliothek der Universität Bergen befindet. Im Jahre 2013 wurde sie von der UNESCO in die Liste des Weltdokumentenerbes eingetragen.

## Leben

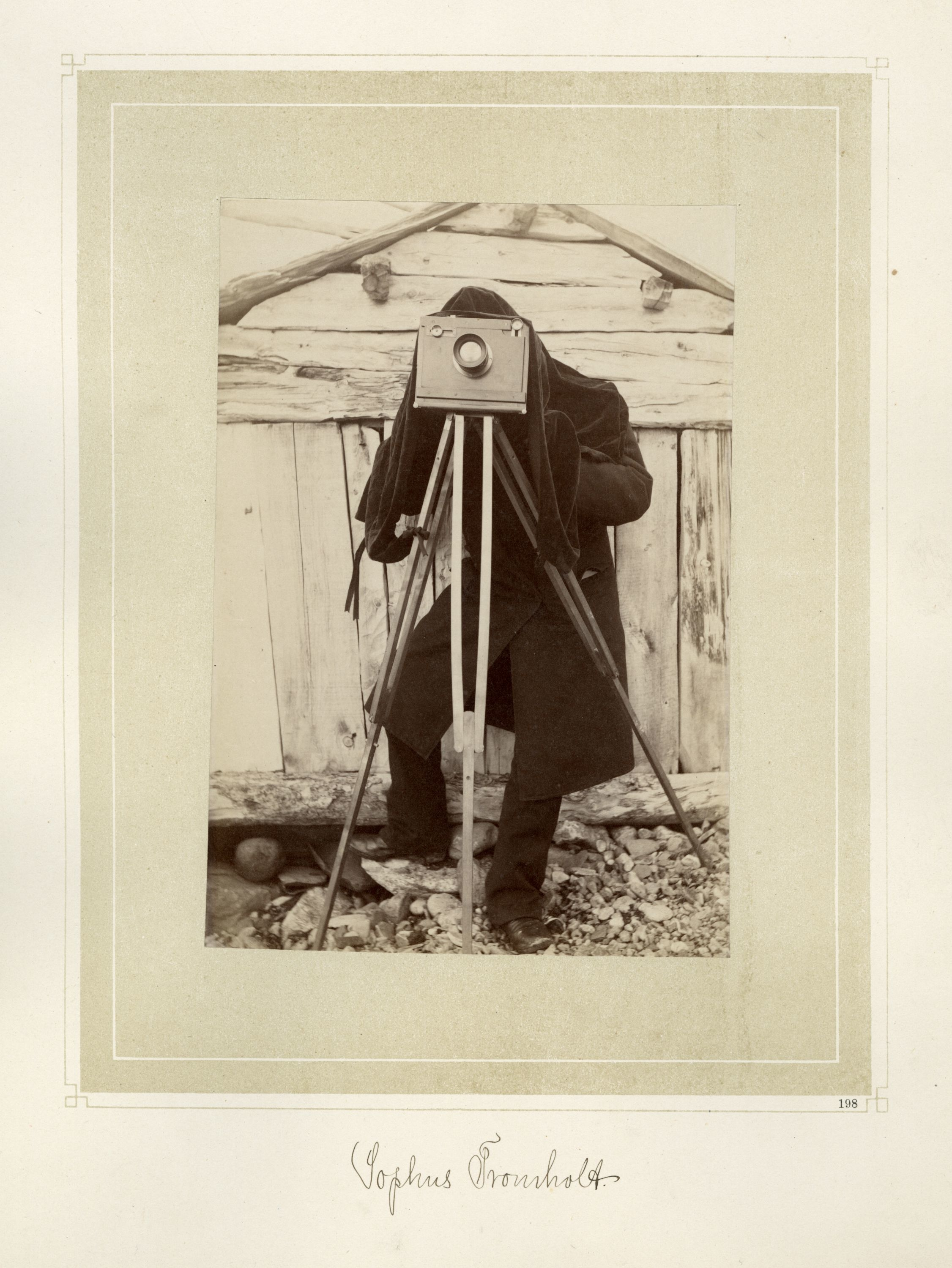
Sophus Tromholt als Fotograf (Selbstbildnis 1882/83)

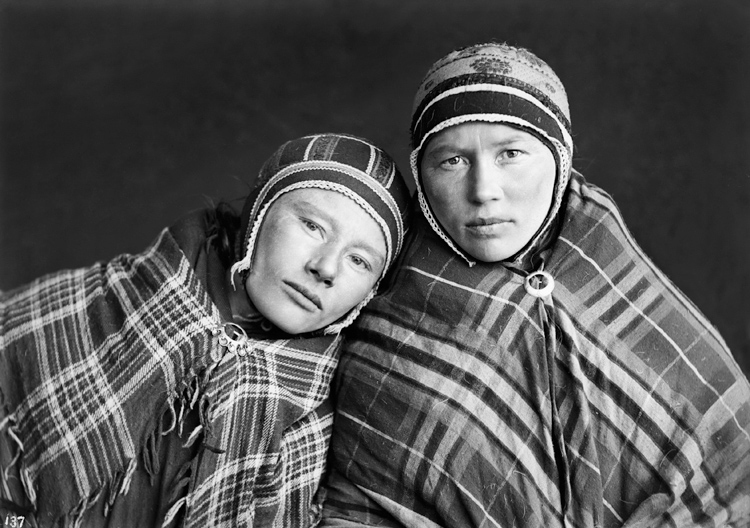
Anna Aslaksdatter Gaup und Anna Jonsdatter Somby, fotografiert von Tromholt 1882/83

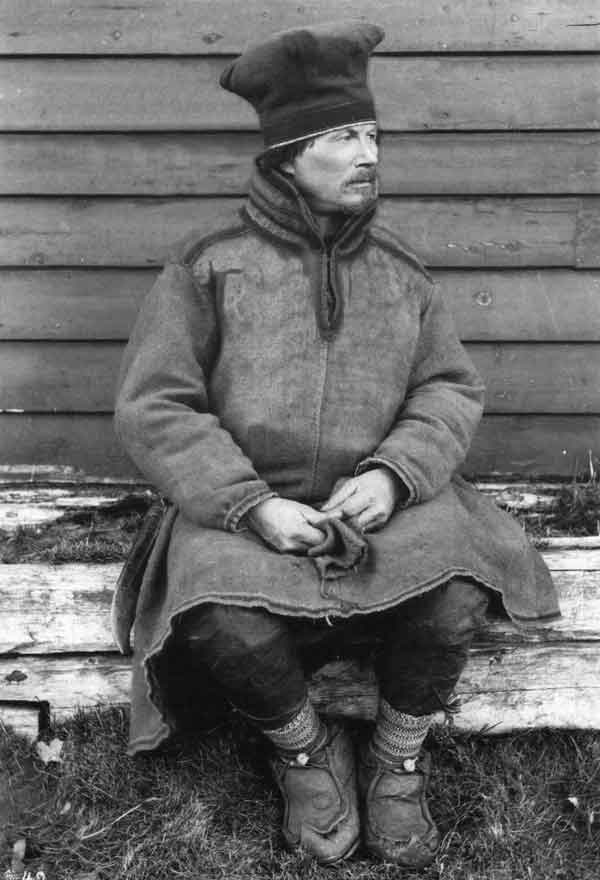
Lars Jacobsen Haetta, fotografiert von Tromholt 1882/83

Sophus Tromholt wurde 1851 im dänischen Herzogtum Schleswig als Sohn des Zollbeamten Johan Peter Tromholt und dessen Frau Ane Cæcilie geboren. Der Vater war naturwissenschaftlich interessiert. Von ihm ist eine Korrespondenz an die Wochenschrift für Astronomie, Meteorologie und Geographie über von ihm beobachtete Geräusche bei Nordlichterscheinungen aus dem Jahre 1860 bekannt. 1863 zog die Familie, zu der nun auch Sophus’ drei jüngere Schwestern gehörten, nach Randers in Jütland. Von 1868 bis 1871 besuchte Tromholt das Blaagaard Seminarium in Kopenhagen, wo er zum Lehrer ausgebildet wurde. Er übte seinen Beruf einige Jahre in Jütland aus und wurde 1875 Lehrer für Naturwissenschaften und Mathematik an Den Tankske Skole in Bergen, wo er bis 1882 blieb. Der Wechsel nach Bergen wurde ausgelöst durch sein wachsendes Interesse am Phänomen des Nordlichts, das er in den Wintern der Jahre 1870 bis 1872 in Kopenhagen beobachtet hatte. In seiner Zeit in Bergen schrieb er mehrere allgemein anerkannte Schulbücher für die Fächer Mathematik, Geographie und Astronomie. Geografiske Talstørrelser i Billeder (deutsch: „Bildliche Darstellungen geografischer Größen“) wurde auf der Pariser Weltausstellung von 1878 mit einer Bronzemedaille ausgezeichnet.
Im Winter 1878/79 organisierte er Nordlichtbeobachtungen an etwa 100 Orten in ganz Skandinavien. Er verglich die Daten mit seinen eigenen Beobachtungen in Bergen und veröffentlichte die Ergebnisse im Jahr 1880. Als Nächstes analysierte er auf Bitte von Niels Hoffmeyer, dem Direktor des Dänischen Meteorologischen Instituts, Serien von Nordlichtbeobachtungen, die in Stykkishólmur auf Island und in verschiedenen Orten Grönlands gesammelt worden waren. Die meisten stammten von Samuel Kleinschmidt aus Godthåb (heute Nuuk).
Polarlichtbeobachtungen bildeten einen Schwerpunkt der wissenschaftlichen Arbeit im Ersten Internationalen Polarjahr 1882/83. Ausgestattet mit einem fünfjährigen Stipendium des norwegischen Staates und finanziell unterstützt von Jacob Christian Jacobsen in Kopenhagen betrieb Tromholt ein Ein-Mann-Nordlichtobservatorium in Kautokeino, um synchrone Beobachtungen mit den Hauptstationen in Bossekop bei Alta und im finnischen Sodankylä vorzunehmen. Sein Aufenthalt dauerte vom Herbst 1882 bis zum Frühjahr 1883. Zusätzlich zu seinen Nordlichtbeobachtungen machte Tromholt sich um die Dokumentation der samischen Gesellschaft Kautokeinos verdient. Er nahm hunderte Fotografien von außerordentlicher Qualität auf, die Landschaften, Gebäude, vor allem aber die Bewohner zeigen. Im darauffolgenden Winter arbeitete Tromholt auf Island, später im Rahmen seines Stipendiums am Meteorologischen Institut in Kristiania, dem heutigen Oslo.
Als Autodidakt wurde Tromholt trotz seiner erfolgreichen wissenschaftlichen Arbeit von der akademischen Gesellschaft Skandinaviens nicht angenommen. Ihm wurde nie eine dauerhafte Stelle angeboten. Seine Beobachtungen in Kautokeino und Island konnte er nicht veröffentlichen, da die dafür beantragten Mittel nicht bewilligt wurden. Nach seinem Tod erschien 1902 ein von Jens Fredrik Schroeter (1857–1927) besorgter und auf Tromholt zurückgehender Katalog früher Nordlichtbeobachtungen, finanziert von der Wissenschaftlichen Gesellschaft in Kristiania und vom Fridtjof-Nansen-Fond.
Im Jahre 1887 zog Tromholt nach Deutschland, wo er als Vortragsreisender und Sachbuchautor tätig war. Sein Buch Streichholzspiele mit 285 Knobelaufgaben erschien zwischen 1889 und 1915 in insgesamt siebzehn Auflagen. Er erfand auch ein dem Tangram ähnliches Legespiel aus zwölf Steinen, das Nussknacker, Yum-Yum oder Der Pythagoras genannt wird. Beim Otto Maier Verlag Ravensburg erschien Mona bzw. Neues Vogelspiel, welches mehrfach bis 1929 erneut als Das Vogelspiel aufgelegt wurde. 1892/93 erschienen die Spiele Yum-Yum, Samson und Rocco (zusammen mit Reversi) bei Otto Maier. In Dänemark wurden Yum-Yum, Mona und Rocco beim Kopenhagener Verlag „Jul. Schlichtkrull's Forlag“ veröffentlicht.
Am 27. November 1887 heiratete er in Flensburg Maria (Mary) Jess (1866–1948), die nach dem Besuch des Konservatoriums Leipzig und privater Gesangsausbildung in Paris und Berlin 1890 ihr Debüt als Opernsängerin am Stadttheater Rostock hatte. Tromholt starb 1896 im Lungensanatorium in Blankenhain.

## Schaffen
Sophus Tromholt gilt als Pionier der Nordlichtforschung. Er war der Erste, der über eine lokale Betrachtung des Phänomens hinausging und korrelierte Nordlichtbeobachtungen organisierte, die ein so großes geographisches Gebiet wie Skandinavien abdeckten. Tromholt versprach sich davon Erkenntnisse über die kombinierte zeitliche und geographische Entwicklung der Polarlichter, über die Verteilung ihres Auftretens und über ihre Höhe in der Atmosphäre. Er schrieb an Pfarrer, Leuchtturmwärter und Kapitäne in ganz Norwegen und bat sie, Beobachtungen aller Nordlichter bis zum Winter 1878/79 auf beiliegenden Formularen zu beschreiben. Von den 600 verschickten Formularen kamen fast 100 ausgefüllt zurück. Zudem wandte Tromholt sich an die Direktoren der skandinavischen meteorologischen Institute, die ihm weitere Beobachtungen ihrer Mitarbeiter zur Verfügung stellten, sodass Tromholt schließlich über 839 Berichte über Nordlichter aus der Zeit von September 1878 bis April 1879 verfügte. Mit großer Sorgfalt analysierte er diese Fülle heterogener Daten und untersuchte die Abhängigkeit des Auftreten der Nordlichter von Witterungserscheinungen, Mondphasen, Sonnenflecken und der Änderung des Erdmagnetfelds. Tromholt stellte fest, dass Nordlichter in den nördlichsten Breiten Skandinaviens fast in jeder Nacht zu beobachten sind, kam aber zu dem falschen Schluss, dass sie meist lokal und in geringen Höhen auftreten.
Seine Schätzung der Mindesthöhe der Nordlichter korrigierte er nach seinen Beobachtungen im Polarjahr 1882/83. Auroren, die gleichzeitig von Tromholt in Kautokeino und von Aksel Steen im 100 km entfernten Bossekop angepeilt wurden, hatten eine geschätzte Mindesthöhe im Bereich von 76 bis 164 km. Der Durchschnitt lag bei einem realistischen Wert von 113 km. Tromholts Ergebnisse, sowohl was die Höhe der Polarlichter als auch ihre täglichen und längerfristigen Schwankungen angeht, wurden von Adam Paulsen, der während des Polarjahrs die dänische Station in Godthåb geleitet hatte und nach Hoffmeyers Tod 1884 Direktor des Dänischen Meteorologischen Instituts wurde, scharf kritisiert. Dieser hatte deutlich geringere Polarlichthöhen zwischen 0,6 und 68 km geschätzt und hielt das Polarlicht für eine Begleiterscheinung elektrischer Entladungsprozesse in der Atmosphäre.
Während seines Aufenthalts in Kautokeino versuchte Tromholt, das Nordlicht zu fotografieren. Sein Fotomaterial war aber nicht empfindlich genug für diese Aufgabe, selbst wenn er Belichtungszeiten von mehreren Minuten wählte. Er nutzte seine Fotoausrüstung aber, um etwa 300 Bilder von Landschaften, Dörfern und den kulturellen Bräuchen in der Finnmark aufzunehmen. Er sandte zudem Reiseberichte an die Zeitung Morgenbladet, in denen er über Kautokeino und die dort lebenden Menschen sowie seine Forschungsarbeiten schrieb. Diese Artikel wurden 1885 unter dem Titel Under the Rays of the Aurora Borealis in zwei Bänden in London veröffentlicht. Das Buch, das international Beachtung fand, enthielt mehr als 150 Abbildungen, von denen mehr als 110 fotografische Reproduktionen waren. Es erschien im selben Jahr auch auf Norwegisch.
Unter Tromholts Fotos befinden sich zahlreiche Porträts der indigenen Samen sowie von ansässigen Norwegern und Kvenen, die für das 19. Jahrhundert einzigartig in ihrer individualistischen und humanistischen Herangehensweise sind. Anders als zu seiner Zeit üblich, sah er in den Samen keine Exoten. Seine Fotos zeigen selbstbewusste Individuen. Jedes Foto ist mit dem vollständigen Namen der porträtierten Person versehen.
Tromholts Fotografien sind bedeutende kulturelle, historische und politische Dokumente, die im Jahr 2003 von der UNESCO auf die Weltdokumentenerbeliste gesetzt wurden.

## Werke (Auswahl)

### Wissenschaftliche Werke
- Iagttagelser over Nordlys anstillede i Norge, Sverige og Danmark, Christiania Vid. Selsk. Forhandlinger, Nr. 6, 1880 (Digitalisat).
- Sur les periodes de l’aurore boreale. Meteorologisk Aarbog 1880. Danmarks Meteorologiske Institut, Kopenhagen 1882.
- Under the Rays of the Aurora Borealis: In the Land of the Laps and Kvæns. Houghton, Mifflin & Co., London 1885 (Band 1, Band 2).
- Catalog der in Norwegen bis Juni 1878 beobachteten Nordlichter. Posthum herausgegeben von J. Fr. Schroeter, 1898–1902, doi:10.7557/16.3732.

### Schulbücher
- 200 Regneopgaver. Til brug for Middelskolens øverste Klasser. C. Floor, Bergen 1878.
- Geografiske Talstørrelser i Billeder. P. T. Malling, Christiania 1878.
- Lærebog i Geometri for Middelskoler. Steensballe, Christiania 1879.

### Sachbücher
- Streichholzspiele: Denksport und Kurzweil. Spamer, Leipzig 1889.
- Hundert Schnurrpfeifereien: anregende und ohne Vorübung oder umständliche Geräthschaften von jedermann leicht ausführbare Unterhaltungen für Gross und Klein. Verlag des Universum, Dresden 1890.
- Eine Reise durch den Weltraum. Verlag des Universum, Dresden 1890.

### Spiele
- Mona oder Das Vogelspiel, Otto Maier Verlag, Ravensburger Spiele Nr. 27
- Samson, Otto Maier Verlag, Ravensburger Spiele Nr. 28
- Yum-Yum, Otto Maier Verlag, Ravensburger Spiele Nr. 29
- Rocco, Otto Maier Verlag, Ravensburger Spiele Nr. 32 (zusammen mit Reversi)